# Schnellmannshäuser Bach
Der Schnellmannshäuser Bach  oder Melmenbach, im namensgebenden Ort meist nur der Bach genannt –  ist ein gut sieben Kilometer langer, orografisch linker Zufluss der Werra in Thüringen in Deutschland.

## Verlauf
Der Schnellmannshäuser Bach entspringt am Nordwesthang des Langer Berg westlich von
Volteroda aus mehreren schwachen Quellen. Ab Volteroda fließt der Bach in einem nach Norden orientierten Tal der Werra zu. Nach der Ortslage Volteroda trifft der Bach bei Hattengehau auf eine im Wiesengrund befindliche Tümpelquelle. Nach weiteren 500 m nimmt der Bach das Wasser der Schrapfensdorfer Quelle auf, diese wird zur Forellenzucht genutzt und in zwei Teichen aufgestaut.
In der Ortslage von Schnellmannshausen ist der Bach teilweise kanalisiert und verrohrt. Etwa 1,2 km vor Treffurt mündet der Bach in die Werra. Etwa 50 m vor der Mündung wurde ein von Erddämmen eingefasstes Staubecken angelegt, um im Notfall den Zufluss kontaminierten Flusswassers in die Werra zu verhindern, am nördlichen Ortsrand von Schnellmannshausen befinden sich Rinderställe mit Gülletanks.

## Wirtschaftshistorie
Entlang des Flusslaufes lassen sich zwei Getreidemühlen nachweisen.
- Die Obermühle lag an der Eisenacher Straße im sächsischen Teil von Schnellmannshausen und wurde um 1650 erbaut. Ihr Wasser wurde am Mühlrain vom Bach abgezweigt und einem oberschlächtigen Mühlrad zugeführt. 1850 wurden noch ein Sägegatter und eine Ölmühle an das Mühlwerk angefügt. Nach dem Tod des Müllers Adam Carl im Jahr 1937 wurde der Betrieb nur noch gelegentlich fortgesetzt und nach dem Krieg eingestellt.
- Die Untermühle lag an der Mühlhäuser Straße im später preußischen Teil von Schnellmannshausen und wurde im 17. Jahrhundert erbaut. Sie war die leistungsfähigere Mühle und erhielt 1938 eine Turbine eingebaut.  Auch diese Mühle war zeitweise im Besitz des Müllers Adam Carl. Der Betrieb wurde erst 1962 eingestellt.

Der Forellenzuchtbetrieb im Ortsteil Schrapfendorf wurde von Hans Deißenrodt neu begründet und besteht seit über 20 Jahren.

## Hochwasser
Mehrfach führte der Schnellmannshäuser Bach im 17. Jahrhundert verheerende Hochwasserfluten in das Dorf Schnellmannshausen. Am 27. Juni 1771 vernichtete eine Flutwelle 9 Häuser, ein Einwohner ertrank. Dieser Unglückliche war bereits 1746 durch ein ähnlich starkes Hochwasser um sein Elternhaus gekommen.
Zum Schutz der Häuser und Gehöfte wurden beim Wiederaufbau alle Neubauten auf erhöhte Fundamente gesetzt, zugleich wurden die Gassen entlang des Baches mit hohen Trockenmauern eingefasst.
Ein weiterer Unglücksfall ist vom Postloch, einer Furtstelle unweit der Mündung in die Werra überliefert. Hier war die Postkutsche nach Starkregen in eine Untiefe gefahren und umgekippt, dabei ertranken mehrere Fahrgäste in der Kutsche.